# Kidon
 (septembre 2008).
Si vous disposez d'ouvrages ou d'articles de référence ou si vous connaissez des sites web de qualité traitant du thème abordé ici, merci de compléter l'article en donnant les références utiles à sa vérifiabilité et en les liant à la section « Notes et références ».
Pour les articles homonymes, voir Kidon (homonymie).

Le sceau officiel du Mossad

Kidon (« baïonnette » en hébreu) est le « service action » des services secrets israéliens (Mossad), rattaché plus précisément à la direction des opérations de ces derniers, basée à Césarée.
Créé au début des années 1970, et inclus dans ce qui était alors la Metsada, il a pour mission d'éliminer les ennemis d'Israël. Ce service mène par ailleurs des opérations de sabotage et d'enlèvement. Ses membres sont désignés par l'appellation de kidon (au pluriel kidonim). 
Le service compte en 1998 environ 48 membres répartis en commandos de quatre personnes (trois hommes et une femme). Toute cible soumise au Kidon a été préalablement déclarée coupable par des juristes à Tel Aviv[réf. nécessaire].
Selon Michael Ross, ancien agent du Mossad auteur d'un best-seller sur le sujet, la division Kidon travaillerait exclusivement sur le sol israélien. 

## Opérations célèbres
Durant les années 1970 sous l’impulsion de la Première ministre Golda Meir, le Mossad exécuta plusieurs membres du groupe terroriste Septembre noir, responsable de la prise d'otages et du massacre de 11 athlètes israéliens aux jeux Olympiques de Munich en 1972.
En avril 1988, une unité spéciale envahit une résidence sous surveillance de Tunis et y tue Abou Jihad, bras droit de Yasser Arafat et responsable de la planification d'attentats contre Israël. 
Gerald Bull, scientifique canadien et concepteur du projet de « Super Gun » (canon à très longue portée) pour l’Irak, est exécuté dans son appartement bruxellois en mars 1990, provoquant ainsi l’abandon du programme.
Le 24 septembre 1997, deux kidonim passent la frontière jordanienne munis de passeports canadiens, pour injecter un poison à l’un des leaders politiques du Hamas, Khaled Mechaal. Après avoir exécuté leur mission, les deux agents sont découverts. La Jordanie négocie leur libération contre l'antidote du poison, qui permettra au numéro deux du Hamas de survivre, et la libération du fondateur du Hamas, le cheikh Ahmed Yassine.
En octobre 2008, la première chaîne de télévision israélienne a confirmé que le Kidon avait éliminé Imad Moughniyah, leader emblématique du Hezbollah, dans un attentat à la voiture piégée à Damas, en Syrie, le 12 février 2008.
En novembre 2008, l'arrestation et l'enquête concernant l'espion d'origine libanaise Ali al-Jarrah a révélé que le Kidon avait également éliminé le général Mohammed Sleiman, bras droit du président syrien Bachar el-Assad, le 2 août 2008 dans la cité portuaire de Tartous, en Syrie.
En janvier 2010, un commando du Kidon assassine Mahmoud al-Mabhouh, un Palestinien considéré comme le principal responsable de l’approvisionnement en armes du Hamas, dans un hôtel à Dubaï. L'opération a été filmée par les caméras de surveillance de l'hôtel et diffusée dans le monde entier. 

## Kidonim célèbres
- Michael Harari, chef opérationnel pendant la traque des fedayin et responsables de Septembre noir
- Shabtai Shavit, futur directeur du Mossad entre 1989 et 1996.
- Tzipi Livni, ancienne ministre des Affaires étrangères d'Israël[1].

## Directeur
- Hagai Hadas, directeur du Kidon pendant 47 ans.

## Au cinéma
- Munich (2006) de Steven Spielberg
- Kidon (2013) d'Emmanuel Naccache
- NCIS : enquête spéciales (2003-....)
- NCIS Los Angeles (2017-Saison 8-Épisode 6)